# 라이방
"라이방"(Raybang)은 한국에서 제작된 장현수 감독의 2001년 드라마, 코미디 영화이다. 김해곤 등이 주연으로 출연하였고 김방남 등이 제작에 참여하였다.

## 출연

### 주연
- 김해곤
- 조준형
- 최학락

### 조연
- 이승진
- 홍소영
- 최정우
- 송옥숙
- 임현주

## 기타
- 프로듀서: 최주섭
- 제작실장: 윤일중
- 제작부장: 조은정
- 제작진행: 이정학
- 촬영부: 조봉환
- 촬영부: 최태춘
- 촬영부: 유승만
- 촬영부: 정호인
- 촬영부: 이성진
- 조명: 박효훈
- 조명부: 이동섭
- 조명부: 김기문
- 조명부: 김용현
- 조명부: 이승원
- 조명부: 공상원
- 조명부: 오정택
- 조연출: 백정철
- 조연출: 이진욱
- 조연출: 이택경
- 조연출: 김진호
- 스크립터: 양혜경
- 동시녹음: 최재호
- 음향: 이성진
- 음향: 김국현
- 미술: 류선광
- 미술: 오영두
- 미술: 오상만
- 세트: 오상만
- 의상: 박신연
- 네가편집: 남나영
- 네가편집: 이수연
- 녹음부: 정욱창
- 아비드편집보: 정진희
- 아비드편집보: 김미영
- 배역: 최정우